# William Le Lacheur
William Le Lacheur, né le 15 octobre 1802 à La Forêt, sur l’île de Guernesey et mort le 27 juin 1863 à Londres, est un navigateur guernesiais qui a joué un rôle important dans le développement économique et spirituel du Costa Rica.

## Biographie
William Le Lacheur est né le 15 octobre 1802 et a été baptisé Guillaume Le Lacheur (version française du prénom) dans l'église paroissiale de La Forêt, sur l’île anglo-normande de Guernesey, le 31 octobre, par ses parents. Il a été nommé d’après son grand-père, Guillaume Allez, qui était aussi l'un de ses parrains.
Le Lacheur est largement crédité au Costa Rica comme celui qui a transformé l'économie de ce pays d'Amérique centrale en mettant en place une route commerciale régulière et directe pour les producteurs de café du Costa Rica vers l’Europe, contribuant ainsi à créer des débouchés commerciaux pour le café du Costa Rica.

## Sources
- E. W. Sharp, "A Very Distinguished Guernseyman – Captain William Le Lacheur", Transactions of La Société Guernesiaise, 1976
- L. J. Marr, More Guernsey People, Guernsey Society , 1981